# Pieni Korpisaari (ö i Norra Savolax, Nordöstra Savolax, lat 63,42, long 28,33)
Pieni Korpisaari är en ö i Finland. Den ligger i sjön Keyritty och i kommunen Rautavaara i den ekonomiska regionen  Nordöstra Savolax ekonomiska region  och landskapet Norra Savolax, i den centrala delen av landet, 400 km nordost om huvudstaden Helsingfors. Öns area är 5,8 hektar och dess största längd är 0,7 kilometer i sydöst-nordvästlig riktning.